# Tážaly
Tážaly jsou jižní část obce Kožušany-Tážaly v okrese Olomouc. Prochází zde silnice II/435. V roce 2009 zde bylo evidováno 101 adres. V roce 2001 zde trvale žilo 302 obyvatel.
Tážaly je také název katastrálního území o rozloze 1,78  km2.

## Název
Nejstarší podoba jména z roku 1078 zní Těžalci, ze 12. století jsou pak doloženy tvary Tážalci (1160), Tážalky (1126) a Tážali/y (1131). Jméno vesnice bylo původně označením jejích obyvatel: staré tážal/ťážal/těžal (z něj zdrobnělina tážalek/těžalek) znamenala "rolník, dělník" (jeho základem bylo sloveso tęžati/tęzati - "táhnout", později "pracovat, zejména na poli").

## Historie
První písemná zmínka o obci pochází z roku 1078.

## Pamětihodnosti
- Socha sv. Norberta